# Sebastiansbruderschaft
Sebastiansbruderschaften waren im Mittelalter dem heiligen Sebastian geweihte als Nothilfevereinigungen bei Pestepidemien gegründete Bruderschaften. Zum Teil handelt es sich um eine fromme Gebetsverbrüderung, deren Mitglieder sich gegenseitig zu Gebeten verpflichten. An anderen Orten handelt es sich um Schützenbruderschaften. Hierbei wird auf den Märtyrertod von Sebastian durch Pfeile Bezug genommen.

## Bekannte Sebastiansbruderschaften
- Sebastianibruderschaft Rheinfelden
- Sebastianus Schützenbruderschaft Nettesheim
- Sebastiansbruderschaft Greding
- St. Sebastianus Bruderschaft Gymnich
- St. Sebastianus Schützenbruderschaft Geseke 1412
- St. Sebastianus Schützenbruderschaft Nörvenich 1408
- Ordensbruderschaft des Roten Löwen von Limburg und des Heiligen Sebastian
- Sebastiansbruderschaft Crostwitz, seit 1420